# Бундесжандармерія
Бундесжандармерія (нім. Bundesgendarmerie) – австрійська федеральна поліція. Виконує функції щодо забезпечення правопорядку для двох третин населення приблизно на 98 % території країни разом з Федеральним корпусом охорони й безпеки та Кримінальною поліцією. 1 липня 2005 року всі правоохоронні органи та структури Австрії було об’єднано у Федеральну поліцію, або Bundespolizei.

## Історія

### Започаткування
Ідея започаткування Бундесжандармерії в Австрії походить з часів заворушень 1848 року.  Її було закладено 8 червня 1849 як підрозділ збройних сил Австро-Угорщини. Першим генералом-інспектором жандармерії було призначено Йогана Франца Кемпена, барона фон Фіхтенстамма.  Спочатку це був підрозділ, що відповідав за безпеку родини Габсбургів, але згодом Бундесжандармерія почала нести відповідальність за громадський порядок.

### Часи монархії до Першої світової війни
Завданням королівської та імперської жандармерії було забезпечення громадського правопорядку. Окрім того, кримінальна поліція була інструментом в руках монархістів для проведення репресій проти інакодумців та супротивників монархії, що зрештою, спричинило ненависть з боку середнього класу. Жандармерію було відокремлено від збройних сил у 1876. Перед початком Першої світової війни в австрійській жандармерії почали застосовувати методи дактилоскопії та службових собак.
Упродовж війни жандармерія використовувалась як внутрішні війська.

### Діяльність Бундесжандармерії між світовими війнами
Після поразки у Першій світовій війні територія Австрії дещо зменшилась. Відповідно зменшились і штати жандармерії. У 1934 жандармерію було втягнуто до встановлення режиму Австрофашизму. Після аншлюсу 1938 вищі чини жандармерії були відправлені до концентраційних таборів, а велику кількість співробітників було звільнено за різними дисциплінарними причинами. Рештки Бундесжандармерії було включено до складу німецької.

### Друга республіка
З відновленням Австрійської республіки 1945 року було відтворено й національну поліцію. Однак знадобилось немало часу, щоб жандармерія знову була здатна забезпечити надійний правопорядок. У жовтні 1950 року відбувся загальний страйк, організований Комуністичною партією Австрії, який було придушено силами Бундесжандармерії.
До 30 червня 2005 року Бундесжандармерія поряд із іншими органами правопорядку підтримувала законність в Австрії.

## Організаційно-штатна структура
- Федеральне міністерство внутрішніх справ (BMI)
  - Центральне управління громадської безпеки (II управління BMI)
    - 9 управлінь безпеки у кожній федеральній землі
    - 8 командувань жандармерії у всіх федеральних землях окрім Відня
      - Жандармські командування
        - Прикордонні загони жандармерії